# Hamadryas fallax
Hamadryas fallax är en fjärilsart som beskrevs av Otto Staudinger 1886. Hamadryas fallax ingår i släktet Hamadryas och familjen praktfjärilar. Inga underarter finns listade i Catalogue of Life.